# Akira Nagatsuma
Akira Nagatsuma (長妻 昭, Nagatsuma Akira), né dans l'arrondissement spécial de Nerima à Tokyo le 14 juin 1960, est un homme politique japonais, membre du Parti démocrate du Japon (PDJ). Il est élu depuis 2000 à la Chambre des représentants, la chambre basse de la Diète du Japon, au scrutin majoritaire pour le 7e district de Tokyo de 2000 à 2005 et depuis 2009, et à la proportionnelle dans le bloc législatif de Tokyo de 2005 à 2009.
Il est également ministre de la Santé, du Travail et des Affaires sociales et Ministre d'État chargé de la Réforme des Retraites du 16 septembre 2009 au 17 septembre 2010 dans les 93e et 94e Cabinets du Japon dirigés successivement par Yukio Hatoyama puis Naoto Kan.

## Origine et formation
Fils d'un officier de la police métropolitaine de Tokyo, Akira Nagatsuma est né et a été élevé dans l'arrondissement spécial de Nerima. Il sort du lycée public métropolitain de ce dernier en 1979 et obtient son Bachelor of Laws (法学士, Hōgakushi) de la faculté de droit de l'université Keiō en mars 1984.
À l'université, il suit le séminaire de droit civil du professeur Satoshi Nitta, spécialiste des questions juridiques touchant à la copropriété et à l'immobilier. Il est également chanteur dans un groupe de rock étudiant, baptisé Circle Real McCoys (サークルリアルマッコイズで, Sākururiaru Makkoizude).
Ses études terminées, il est engagé en avril 1984 par le géant industriel de l'informatique et de la télécommunication NEC Corporation. Il s'y occupe tout particulièrement de la vente d'ordinateurs centraux. Il quitte toutefois l'entreprise en novembre 1989 et se reconvertit en journaliste pour le magazine hebdomadaire économique et financier Nikkei Business. Tout d'abord affecté aux questions touchant aux entreprises d'électronique, il se spécialise bientôt dans le reportage d'investigation sur les milieux financiers, l'administration et la classe politique. Il se fait notamment remarquer à l'époque pour ses enquêtes sur les prêts non-performants accordés par les organismes spécialisés dans l'emprunt immobilier, les Jusen. Il coécrit d'ailleurs dans le numéro du 20 décembre 1993 un article, intitulé « Ne pas cesser la révision du moteur financier : l'augmentation du "système risque" de renflouements faciles » (« 金融機関の整理やむなし 安易な救済はシステムリスク増大 », Kin'yū kikan no seiri yamunashi - Aneki na kyūsai shisutemu risuku zōdai) dans lequel est dénoncée la fragilité du système financier japonais, ce qui pourrait rapidement replonger le pays dans une crise économique, ce qui sera le cas à partir de 1997.
Ses prises de position dans les domaines économiques et financiers le font se rapprocher des cercles de réflexion politique réformateurs et libéraux.

## Carrière politique

### Les premières tentatives électorales
Il participe le 25 novembre 1992 à la création du Comité de restauration Heisei (平成維新の会, Heisei ishin no kai), à la fois think tank, mouvement politique et groupe de pression réformiste militant pour la réduction du poids de l'État et de l'administration, et donc la décentralisation, la privatisation et la déréglementation, autour du spécialiste mondial de stratégie économique des entreprises Ken'ichi Ōmae. Akira Nagatsuma en est le directeur exécutif délégué, et donc le numéro quatre. Il y fréquente plusieurs autres futures figures politiques, pour la plupart de jeunes cadres, journalistes ou universitaires, dont son secrétaire général Toshimitsu Motegi (représentant à partir de 1993 sous les couleurs du Nouveau parti du Japon de 1993 à 1994, du Shinshintō de 1994 à 1995 et du Parti libéral-démocrate depuis 1995), son directeur exécutif Akihisa Nagashima (représentant démocrate depuis 2003), son vice-directeur exécutif Naoki Kazama (élu préfectoral à Niigata de 1999 à 2007 et conseiller démocrate depuis 2007) ou son directeur exécutif adjoint Hiroki Hanasaki (représentant démocrate depuis 2009). De plus, cette association dispose de consultants tels que le président du groupe Kyocera Kazuo Inamori, le président du Rengō (principal syndicat japonais) de l'époque Akira Yamagashi, celui de Fuji Xerox Yōtarō Kobayashi, le rédacteur associé de l’Asahi Shimbun Yōichi Funabashi, le gouverneur socialiste de Hokkaidō Takahiro Yokomichi ou le maire d'Izumo Tetsundo Iwakuni.
Le Comité présente une liste de dix noms, menée par Ken'ichi Ōmae, au scrutin proportionnel national lors du renouvellement de la moitié de la Chambre des conseillers, la chambre haute de la Diète, du 23 juillet 1995, et Akira Nagatsuma y est présent en huitième position. Elle ne récolte que 506 551 voix et 1,25 % des suffrages exprimés, et aucun élu. À la suite de cet échec, le Comité de restauration Heisei se dissout et Ken'ichi Ōmae retourne à des actions plus apolitiques dans la société civile. Akira Nagatsuma se maintient toutefois dans le milieu politique, et adhère au Nouveau Parti pionnier (新党さきがけ, Shintō Sakigake), petite formation centriste et réformatrice servant de force d'appoint dans le gouvernement de Grande coalition unissant le Parti libéral-démocrate (PLD, droite conservatrice) et le Parti socialiste japonais (PSJ, gauche socialiste). Et le 11 septembre 1996, il fait partie de la moitié des parlementaires du mouvement, menée par Yukio Hatoyama et Naoto Kan, qui fait dissidence pour former avec également la moitié des membres de la Diète du Parti social-démocrate (PSD, nouveau nom du PSJ) le Parti démocrate (民主党, Minshutō, PDJ). Celui-ci défend l'idée d'une troisième voie social-libérale sur le modèle du New Labour britannique de Tony Blair ou de l'action du président démocrate américain Bill Clinton.
C'est sous cette nouvelle étiquette qu'Akira Nagatsuma fait sa deuxième tentative pour entrer à la Diète, avec un nouvel échec, aux élections législatives du 20 octobre 1996. Il est candidat au scrutin uninominal majoritaire à un tour dans le 10e district de Tokyo, à savoir Toshima et la partie est de son arrondissement natal, Nerima. Il arrive en troisième position d'un vote plutôt serré, avec 33 480 voix (19,45 %), derrière le libéral-démocrate Kōki Kobayachi (52 787 votes, 30,66 %), déjà député de 1990 à 1993, et le sortant du Shinshintō (alors principal parti d'opposition, du centre droit libéral) Muneaki Samejima (45 536 bulletins, 26,45 %), qui avait été élu en 1993 sous les couleurs du Nouveau parti du Japon (formation qui avait été créée en 1992 par des dissidents du PLD).

### Premiers pas à la Diète
Il est finalement élu aux élections législatives du 25 juin 2000. Muneaki Samejima ayant rejoint en 1998 le PDJ et ayant obtenu l'investiture du parti dans le 10e district de Tokyo (où il est d'ailleurs à nouveau battu par Kōki Kobayachi), Akira Nagatsuma se reporte sur la circonscription voisine du 7e district, soit les arrondissements spéciaux de Shibuya (connu pour ses quartiers commerciaux, comme un haut lieu de la mode japonaise et de la vie nocturne tokyoïte) et Nakano. Il y bat le sortant du PLD, Shigeru Kasuya, député depuis 1972 et ancien ministre d'État directeur des Agences de développement d'Okinawa et de Hokkaidō de 1987 à 1988. Malgré la présence face à lui de deux candidats de partis héritiers de l'ancien Shinshintō, pouvant mobiliser sensiblement le même électorat que lui, à savoir Sei'ichi Suetsugu du Parti libéral et Taizō Shibano (qui fut d'ailleurs député du Shinseitō puis Shinshintō de 1993 à 1996) du « Toshi Shintō » (petit parti créé sur la base de l'ancienne fédération de Tokyo du Shinshintō), il arrive en effet en tête avec 82 502 voix et 35,71 % des suffrages exprimés contre 77 407 (33,51 %) pour Kasuya.
Une fois à la Diète, il est de manière éphémère membre de la commission de recherche sur la Constitution de la Chambre des représentants, mais démissionne dès le 26 juillet 2000. Il reste néanmoins attentif à cette question et, étant partisan d'une forme de realpolitik et, dans une certaine mesure, de l'alliance avec les Américains (il considère ainsi que le traité de sécurité américano-japonais favorise une stabilité de l'approvisionnement en nourriture et en énergie, une libre activité économique et la stabilité régionale en Asie, tout en appelant à une réduction de la présence militaire américaine sur le territoire japonais) en matière de politique de sécurité, il se prononce en octobre 2001, comme le président du PDJ de l'époque Yukio Hatoyama, en faveur de la loi sur les mesures spéciales anti-terroristes proposées par le gouvernement du libéral-démocrate Jun'ichirō Koizumi. Elle permet le déploiement des Forces japonaises d'autodéfense pour des missions de « soutien logistique » dans le cadre de la guerre contre le terrorisme menée par les États-Unis (et concrètement aboutit à l'envoi de soldats pour la protection de camp de réfugiés en Afghanistan et au Pakistan et l'organisation de missions de ravitaillement en matériel et essence des troupes engagées dans la guerre d'Afghanistan). Il défend ainsi la réforme de l'article 9 de la Constitution japonaise afin de reconnaître le droit du pays à l'autodéfense collective qui selon lui est inévitable dans le monde de l'après « 11 septembre ». Selon lui, la participation du Japon à la guerre contre le terrorisme aux côtés des États-Unis se justifie à cette époque avant tout au nom de la défense de la « sécurité du Japon » ainsi que de la « démocratie et de la liberté dans le monde ». Il considère en revanche « en tous les cas difficiles » le recours à l'autodéfense dans un cadre et pour des intérêts purement individuels, et critique fortement le système japonais de gestion des crises. Toujours dans une optique de défense des intérêts Japonais et d'une forme d'indépendance nationale, il estime que le pays doit « rompre avec sa dépendance des pressions américaines » et « a besoin de penser par lui-même, de décider par lui-même ».
Libéral et favorable à une forte décentralisation, il définit sa vision de celle-ci en ces termes : « Une des priorités principales du parti est la décentralisation en réorganisant le gouvernement en onze États [correspondant plus ou moins aux régions géographiques]. C'était notre promesse numéro un lors des dernières élections. Ces unités auraient un pouvoir fiscal et le pouvoir de décider des réglementations. Le gouvernement central serait radicalement rétréci. Il déterminerait un "minimum civil" (faisant des redistributions entre les régions et mettant en place un filet de sécurité sous lequel personne ne serait autorisé de tomber), mais le reste serait laissé aux États. Si l'un d'entre eux voulait baisser les salaires, réduire les régulations et baisser les impôts pour attirer des entreprises, il pourrait. Il pourrait concurrencer la Chine pour les entreprises industrielles. Le problème au Japon est que tout est fait de manière uniforme à travers les préfectures, si bien que les collectivités locales ne peuvent développer les moyens d'être compétitifs et d'attirer emplois et industries ».

### Adepte des questions et investigations parlementaires
Il reprend surtout de son passé de journaliste d'investigation un goût pour la transparence et la mise en lumière des pratiques politiques faites dans l'ombre et devient alors l'un des députés les plus actifs en matière de questions au gouvernement. Il se fait en effet remarquer en mars 2002 dans le cadre de l'intense débat parlementaire portant sur les scandales touchant l'un des députés du PLD les plus influents, Muneo Suzuki, à la suite d'une série d'affaires démontrant une certaine ingérence de ce dernier dans la politique du ministère des Affaires étrangères. Ainsi, une question écrite posée au gouvernement Koizumi sur deux missions spéciales confiées à Suzuki par le Premier ministre en tant qu'envoyé spécial « anti-terroriste » au Tadjikistan en octobre 2001 puis janvier 2002 force le Cabinet à admettre que ces déplacements ont été faits suivant une requête de Suzuki, et qu'ils ont été financés par l'argent public à hauteur de 5,8 millions de yens. La réponse gouvernementale doit également reconnaître que cinq officiels du ministère ont participé à une réunion privée avec Suzuki le 24 janvier 2002. De la même manière, le gouvernement doit délivrer le 14 juin suivant un document dans lequel il reconnaît que 13 hauts-fonctionnaires partis à la retraite durant les trois dernières années (jusqu'à mars 2002) ont reçu plus de 90 millions de yens chacun en allocations de départ, à la suite d'une autre question de Nagatsuma. La semaine suivante, il pousse cette fois le Cabinet à faire un rapport mettant en cause 291 compagnies impliquées dans la fabrication, l'importation ou la commercialisation en 2001 de produits alimentaires contenant des ingrédients interdits, dont certains potentiellement cancérogènes. Le 3 mars 2003, c'est au tour de Koizumi d'admettre dans sa réponse à une question de Nagatsuma qu'une entreprise dirigée par son frère a reçu de l'argent de Hitachi Metals Ltd., tout en rejetant toute irrégularité dans cette affaire.
Lors des élections à la présidence du PDJ le 23 septembre 2002, il est l'un des principaux soutiens du secrétaire général Naoto Kan, ancien premier président du parti connu pour être un rude adversaire dans les débats parlementaires et resté populaire pour avoir tenu tête à la bureaucratie en tant que ministre de la Santé en 1996 et contribué à la mise en lumière des responsabilités de l'État dans l'affaire du sang contaminé, contre le sortant Yukio Hatoyama, critiqué au sein de l'opposition pour ne pas être assez offensif face à Jun'ichirō Koizumi, et les deux autres candidats, celui d'un mouvement de jeunes élus appelant à un renouvellement générationnel, Yoshihiko Noda, et celui de l'aile gauche, l'ancien socialiste Takahiro Yokomichi. Kan réussit à mettre Hatoyama en ballotage, par 221 voix contre 294 (ainsi que 181 à Noda et 119 pour Yokomichi, qui sont tous deux éliminés). Yukio Hatoyama est finalement réélu de peu au second tour par 254 votes contre 242 à Naoto Kan. Mais devant démissionner à peine plus de deux mois après, une nouvelle élection a lieu le 10 décembre suivant : Akira Nagatsuma soutient à nouveau Naoto Kan qui cette fois-ci l'emporte dans un duel qui l'oppose au candidat de la jeune garde du parti, Katsuya Okada, par 104 voix contre 79.
Aux élections législatives du 9 novembre 2003, il est réélu dans le 7e district de Tokyo avec cette fois pratiquement la majorité absolue en voix face à quatre candidats, soit 99 891 voix et 43,06 % des suffrages. Après cela, il est désigné directeur de la Commission des Finances en janvier 2004. Puis, au sein du PDJ, après l'élection comme nouveau président de Katsuya Okada le 18 mai 2004, il est nommé par ce dernier premier président délégué du Comité des Affaires de la Diète, chargé ainsi de seconder Tatsuo Kawabata dans l'organisation de la fronde parlementaire menée par l'opposition contre la réforme des retraites et le déploiement de Forces d'autodéfense en Irak. À partir du mois de juin suivant il cumule ce poste avec celui de directeur-général du Bureau de la Recherche du Parti, et à partir d'octobre premier président délégué de sa Commission des Démarchages et Rassemblements nationaux.
Bien que battu dans sa circonscription aux législatives du 11 septembre 2005 (marquées par une nette victoire du PLD de Koizumi) par son adversaire libéral-démocrate Fumiaki Matsumoto par 113 221 voix (42,12 %) contre 131 464 (48,91 %), tout en étant réélu à la proportionnelle dans le bloc législatif de Tokyo, c'est à la suite de cette élection qu'il fait pour la première fois son entrée au Cabinet suivant, le gouvernement fantôme du PDJ. Il y est ainsi nommé le 20 septembre 2005 par le nouveau président du parti, Seiji Maehara, en tant que « ministre suivant » du Territoire, des Infrastructures et des Transports. Il est reconduit à ce poste par le successeur de Maehara, Ichirō Ozawa, le 26 avril 2006, et ce jusqu'au 24 septembre 2006. À ce titre il devient l'un des directeurs de la commission du Territoire, des Infrastructures et des Transports de la Chambre des représentants en octobre 2005. Il est chargé ainsi de contrer son homologue du troisième gouvernement Koizumi, Kazuo Kitagawa. Il mène alors les attaques de son parti à la suite du scandale des violations du code de construction éclaté le 17 novembre 2005 (le ministère du Territoire, des Infrastructures et des Transports a annoncé ce jour-là qu'un architecte haut placé du Bureau de dessin architectural de la préfecture de Chiba a falsifié dans ses rapports des données concernant les coûts de construction ou la résistance aux tremblements de terre afin de favoriser plusieurs compagnies de construction et immobilières). Il intervient notamment lors du témoignage pour cette affaire le 23 février 2006 devant la Commission d'audition d'éthique politique de la Diète de l'ancien ministre d'État directeur de l'Agence du Territoire (de 1996 à 1997), Kōsuke Itō, pour avoir organisé deux jours avant la mise en lumière de ces falsifications un rendez-vous entre le président de l'une des entreprises impliquées, l'agence de vente d'appartements en copropriété Huser Ltd., et un haut fonctionnaire du ministère. Il mène également une enquête mettant en évidence qu'une entreprise dirigée par le fils d'un parlementaire libéral-démocrate a été engagée par Huser Ltd. pour réaliser des travaux administratifs dans l'une des copropriétés vendues par cette dernière, tendant à prouver la collusion entre la majorité et les compagnies ayant bénéficié des falsifications de données.
Il est aussi l'un des défenseurs des propositions de loi de réforme de la poste japonaise présentées par le PDJ en octobre 2005 comme alternative au projet de privatisation de Koizumi, il estime notamment que le système postal doit rester une banque soutenue par l'État qui assure un minimum nécessaire de service en permettant au public d'ouvrir de petits comptes, tout particulièrement dans les zones rurales. Le 25 septembre 2006, il devient avec Keiichirō Asao l'un des deux Secrétaires généraux adjoints du Cabinet suivant, ainsi que président délégué du Comité de recherche politique, chargé de seconder Takeaki Matsumoto. C'est alors qu'il commence une investigation sur les activités du ministère de la Santé, du Travail et des Affaires sociales et de l'Agence de l'Assurance sociale.

### Le «Monsieur Retraite»
Mais il n'obtient une réelle notoriété que pour avoir mis au jour et fait éclater un important scandale touchant le système de retraite japonais en 2007. Il est en effet à l'origine d'un rapport qui révèle en février 2007 que l'Agence de l'Assurance sociale disposait à compter du 1er juin 2006 de 50,95 millions de dossiers de retraite n'ayant aucun « numéro d'identification personnelle » (né avec la mise en place en janvier 1997 du système d'enregistrement informatique des données liées aux pensions de retraites), et donc d'autant de cotisations versées par des particuliers sans que l'on puisse savoir de qui il s'agit. Le 1er juin 2007, il est chargé de défendre une motion de censure déposée par l'opposition contre le ministre de la Santé Hakuo Yanagisawa : si la motion est finalement rejetée, son discours de plus de deux heures retarde la clôture d'une session parlementaire ouverte la veille pour voter deux projets de loi portant sur le système de retraite. Le 6 juin suivant, une question posée par Nagatsuma à Hakuo Yanagisawa fait valoir qu'en plus de ces 50 millions de dossiers non identifiés s'ajoutent 14,3 millions de comptes de retraites d'avant 1996 qui ne sont toujours pas informatisés, tandis que des centaines de municipalités, autrefois responsables de la collecte de ces informations, avaient déjà détruit leurs registres.
Cette affaire fait chuter le Cabinet de Shinzō Abe dans les sondages à seulement 30 %, et est surnommée le « vent divin » de l'opposition, permettant notamment au PDJ de reprendre pied après sa défaite des législatives de 2005 et la démission forcée à quelques mois d'intervalle entre septembre 2005 et avril 2006 de deux de ses présidents, Katsuya Okada et Seiji Maehara. Elle a également fait depuis lors de Nagatsuma l'un des hommes politiques les plus populaires et les plus médiatisés, écumant les plateaux de télévision pour critiquer la majorité et appeler à l'organisation d'élections législatives anticipées. Ceci ayant largement contribué à la victoire des démocrates aux élections à la Chambre des conseillers du 29 juillet 2007, celui qui est désormais surnommé « Monsieur Pension » (ミスター年金, Misutā nenkin) devient, en plus de son poste de Secrétaire général adjoint, ministre suivant des Affaires de pension le 1er septembre 2007 et membre de la commission de la Santé, du Travail et des Affaires sociales de la Chambre des représentants. Sa popularité se retrouve renforcée après la publication d'un article du Yomiuri Shimbun publié le 5 septembre 2007 révélant que le WikiScanner avait découvert que le ministère de la Santé avait édité l'article de Wikipédia en japonais concernant Akira Nagatsuma pour y prétendre que celui-ci s'était servi de sa position pour faire de l'argent à partir du scandale des retraites.
Le 30 septembre 2007, il résume lors d'une séance de la Diète dans un acronyme, HAT-KZ (ハットカズ, Hatto Kazu), largement repris ensuite par le PDJ et les médias, ce qu'il considère comme les principaux problèmes du « système PLD » : 
- H pour Himotsuki Hojokin (ひもつき補助金?) ou « Subvention conditionnelle » qui pousse les collectivités locales à demander des fonds pour les projets de travaux publics ayant peu d'utilité[30].
- A pour Amakudari (天下り?), littéralement « descente du paradis/ciel » en référence à la descente des dieux shinto sur Terre, et concerne des hauts fonctionnaires obtenant immédiatement à leur retraite de la fonction publique des postes à responsabilité dans le privé[31].
- T pour Tokubetsu Kaikei (特別会計?), ou « Comptabilité spéciale » selon laquelle, pour lui, les comptes spéciaux d'État servent à entretenir l’amakudari.
- K pour Kansei Dangō (官製談合?) ou « Collusion avant appel d'offres mené par les agences gouvernementales », par laquelle des hauts-fonctionnaires se servent de leur influence pour favoriser un soumissionnaire auquel ils sont liés (par corruption ou autre)[32].
- Z pour Zuii Keiyaku (随意契約?) ou « Contrat sans appel d'offres », soumis lui aussi à une importante corruption et collusion avec la bureaucratie.

Continuant son travail de « chasseur de scandale », il pose une question le 9 février 2008 dans laquelle il met en avant qu'un compte d'impôt spécial lié à la construction de routes est utilisé à travers des contrats discrétionnaires par des firmes privées et des organisations semi-publiques donnant des emplois haut placés à d'anciens bureaucrates dans le cadre de l’amakudari. Plus tard, il pousse le Secrétaire général du Cabinet Nobutaka Machimura à admettre le 6 juin 2008 que plus de 500 hauts-fonctionnaires issus de 13 ministères et agences gouvernementales ont accepté des faveurs de chauffeurs de taxi (sous forme de liquide, de coupons ou d'autres marchandises comme des boissons ou de la nourriture) durant les courses les ramenant chez eux tard le soir aux frais du contribuable, et cela à plus de 12 400 occasions.
Après la démission de la présidence du PDJ d'Ichirō Ozawa à la suite d'une affaire de financement politique le 11 mai 2009, il est considéré comme l'un des candidats potentiels à sa succession et arrive en cinquième position d'un sondage réalisé pour l'occasion par le Mainichi Shimbun, avec 5 % des personnes interrogées le préférant comme futur président du parti, derrière les anciens présidents Katsuya Okada (25 %), Yukio Hatoyama (13 %), Naoto Kan (12 %) et Seiji Maehara (8 %). Il soutient finalement Katsuya Okada, surnommé « M. Propre » en raison de son image d'homme intègre et incorruptible et candidat de la rupture vis-à-vis de la présidence d'Ichirō Ozawa, contre Yukio Hatoyama qui lui incarne la continuité. Si Okada est finalement battu par Hatoyama, celui-ci confirme Nagatsuma comme ministre suivant chargé des Pensions. Il joue ainsi un rôle de premier plan dans la campagne des élections législatives du 30 août 2009, qui voit la victoire du PDJ (obtenant 308 sièges sur 480) tandis qu'il reconquiert son ancienne circonscription. Il bat en effet largement Fumiaki Matsumoto avec une majorité absolue en voix, soit 167 905 suffrages (61,26 %) contre 79 686 (29,07 %) au sortant.

### Ministre de la Santé, du Travail et des Affaires sociales
Lorsque Yukio Hatoyama forme son Cabinet le 16 septembre 2009, il nomme Akira Nagatsuma ministre de la Santé, du Travail et des Affaires sociales ainsi que ministre d'État à la Réforme des Retraites. Il conserve ces deux portefeuilles dans le Cabinet de Naoto Kan mis en place le 8 juin 2010, cela jusqu'au remaniement du 17 septembre suivant.
L'une de ses premières mesures est d'annoncer, le 19 septembre 2009, l'intention de la nouvelle majorité d'abolir la loi d'avril 2006 sur les services et soutiens aux personnes souffrant d'un handicap, considérée comme « lourde à porter pour les handicapés » car les forçant à payer, en principe, 10 % du coût des services qu'ils reçoivent. Il déclare également : « Nous discuterons de quel système devra être introduit et travaillerons sur les détails ». Il s'agissait d'une promesse de campagne du parti. Il signe en ce sens le 7 janvier 2010 un accord avec plusieurs associations engagées dans des poursuites judiciaires contre l'État au sujet de la loi de 2006 qu'ils considèrent comme inconstitutionnelle. Selon cet accord, le gouvernement s'engage à abroger la loi et à développer un nouveau système avant la fin normale de la législature en cours (soit août 2013). Par la suite, les associations abandonnent peu à peu leurs poursuite à partir de mars 2010. Nagatsuma dit vouloir également lutter contre l’amakudari au sein de son ministère (avec dix contrats de ce type à hauts salaires concernant d'anciens hauts-fonctionnaires du ministère découverts à compter du 20 novembre).
Le 22 octobre suivant, il rend public un rapport qu'il a commandé sur la pauvreté au Japon, révélant que près d'une personne sur six (15,7 %) vit sous le seuil de pauvreté soit « parmi les pires » résultats de l'OCDE. Sur cette base, il annonce vouloir « développer des politiques pour améliorer la situation, avec des aides à l'éducation des enfants et d'autres mesures », dont notamment la résurrection d'une allocation extraordinaire pour les foyers monoparentaux en difficulté financière qui avait progressivement été réduite à partir de 2005 et finalement supprimée au début de l'année 2009. Il défend en ce sens une autre promesse de campagne, à savoir la création d'une allocation versée aux familles par mois et par enfant jusqu'à la fin du collège. Celle-ci est incluse dans le budget 2010 (dans lequel par ailleurs les prestations sociales sont plus importantes de 10 % qu'en 2009) à hauteur de 13 000 yens (environ 100 €) par foyer, avec l'objectif de doubler ce montant dès 2011. Le budget est voté le 2 mars 2010, et par la Chambre des conseillers le 23 mars suivant, et le projet de loi mettant en place cette mesure est adopté le 18 mars 2010 par la Chambre basse et le 25 du même mois par la chambre haute, pour une pleine application à compter du début de l'année fiscale le 1er avril 2010.
Concernant les retraites, il préside à la dissolution de la très controversée Agence de l'Assurance sociale en décembre 2009 et à l'installation le 5 janvier 2010 pour la remplacer du service des retraites du Japon (JPS). Si parmi les 12 000 salariés de cette dernière, qui n'ont plus le statut d'employés gouvernementaux, 10 000 sont issus de l'ancienne agence (sur les 16 000 de cette dernière), ceux qui avaient reçu des sanctions disciplinaires dans le cadre du scandale de 2007 n'ont pas été repris et les 2 000 autres employés ont été recrutés dans le secteur privé. Le JPS a également établi une charte contenant 10 promesses afin d'améliorer le service aux consommateurs et de « restaurer la confiance du public », comme le fait de répondre au téléphone avant la troisième sonnerie ou de ne pas faire attendre les visiteurs plus de 30 minutes. Il met en place le 8 mars 2010 un panel de réflexion, présidé par le Premier ministre et dont il est membre avec d'autres ministres, au sujet de la réforme des retraites, couplé avec celui chargé de la révision du système fiscal. Il est notamment prévu d'unifier les trois régimes de retraite existants, de créer un minimum garanti de pension de 70 000 yens par mois, de le financer à partir des revenus de la taxe sur la consommation (qui pourrait être augmentée) et des cotisations ou encore de fusionner le Service des retraites avec l'Agence nationale des impôts. Ce panel devait formuler des principes fondamentaux sur le sujet avant la fin du mois de mai 2010, mais a pris du retard.
En tant que ministre de la Santé, il se lance dans une lutte contre le tabagisme. Il appelle ainsi le 1er novembre 2009 à une hausse de la taxe sur le tabac, précisant que « un paquet de cigarettes devrait avoir un prix du même ordre que ceux pratiqués dans les pays européens, en partie en raison de problèmes de santé » (un paquet au Japon coûtant en moyenne 300 yens, contre 850 au Royaume-Uni et 550 en France). Cette idée est reprise par le Premier ministre qui dit vouloir en faire un point important de la réforme fiscale devant être engagée durant l'année fiscale 2010. Le 25 février 2010, le ministère émet une instruction officielle (n'ayant aucun poids légal) afin de pousser les gouvernements préfectoraux à promouvoir les efforts allant dans le sens d'une interdiction totale de la cigarette dans les lieux publics (restaurants, hôtels, services publics, gares, hôpitaux, galeries commerciales et musées). Il déclare que « nous considérerons si des mesures supplémentaires seront requises après avoir observé les effets et l'influence de cette action ».
Sur le plan de l'emploi, il défend une amélioration de la condition des travailleurs et une lutte contre la précarité qui s'est développée à la suite de plusieurs années de dérégulation. En effet, le nombre d'intérimaires et travailleurs temporaires s'est développé (jusqu'à 30 % des salariés), s'agissant d'une main d'œuvre moins contraignante et meilleur marché que les employés permanents. Le 22 mars 2010, le gouvernement a adopté son projet de loi visant à stabiliser l'emploi. Il prévoit tout d'abord de réviser la loi de répartition des travailleurs pour interdire aux agences pour l'emploi de répartir les travailleurs dans des emplois à court terme de fabrication. Il vise également à prohiber dans le même temps l'emploi par les entreprises des travailleurs enregistrés dans des emplois temporaires (employés uniquement lorsque les places les concernant sont disponibles, soit des postes d'intérim). Toutefois, les travailleurs les plus âgés ainsi que 26 catégories professionnelles (dont notamment les secrétaires ou les interprètes) sont exclus de cette interdiction.

### Un cadre de la majorité démocrate
Après la réélection de Naoto Kan (qu'il a soutenue) à la présidence du PDJ le 14 septembre 2010, il n'est pas reconduit dans le gouvernement remanié trois jours plus tard et est remplacé par un de ses vice-ministres, Ritsuo Hosokawa. Il est intégré à la place dans la direction du PDJ, devenant 1er vice-secrétaire général, secondant le nouveau numéro deux du mouvement, Katsuya Okada. Il le reste jusqu'à la démission de Naoto Kan de la tête du parti et l'élection pour le remplacer le 29 août 2011 de Yoshihiko Noda. Ce dernier fait en échange d'Akira Nagatsuma l'un des vice-présidents du Comité de recherche politique, présidé par Seiji Maehara. Il quitte la direction du parti après la réélection de Yoshihiko Noda le 21 septembre 2012. Toujours un spécialiste des questions de santé et de sécurité sociale au sein du PDJ, il devient président de la Commission de la Santé, du Travail et des Affaires sociales de la Chambre des représentants le 29 octobre 2012. Cette assemblée est néanmoins dissoute par Yoshihiko Noda le 16 novembre suivant, provoquant des élections législatives anticipées pour le 16 décembre 2012. Il fait partie des quelques députés démocrates à être reconduits (la représentation du parti retombe alors à seulement 57 élus), et à conserver de plus sa circonscription, étant réélu dans le 7e district de Tokyo avec 100 872 voix et 38,25 % des suffrages exprimés.